# دراگان روزیچ
دراگان روزیچ (سیریلیک صربی: Драган Росић؛ زادهٔ ۱۵ نوامبر ۱۹۹۶) بازیکن فوتبال اهل صربستان است.
وی همچنین در تیم‌های ملی فوتبال زیر ۲۰ سال صربستان و زیر ۲۱ سال صربستان بازی کرده‌است که در پست دروازه‌بان در باشگاه فوتبال آلمریا بازی‌ می‌کند.